# Ekonomisk livslängd
Ekonomisk livslängd är den tid som en investering är, eller bedöms vara, företagsekonomiskt lönsam. Begreppet blandas ofta ihop med avskrivningstid som kan sammanfalla i praktiken men definieras annorlunda. Avskrivningstid är en bokföringsterm, medan ekonomisk livslängd avser tillgångens faktiska lönsamhet. Begreppet är centralt för investeringskalkylering.

## Översikt
En tillgångs ekonomiska livslängd ska alltså motsvara den tid som tillgången kan bidra till investerarens målsättning. Begreppet gäller både reala, immateriella och finansiella tillgångar, trots att dessa skiljer sig fundamentalt åt.

### Reala tillgångar
För reala tillgångar, som maskiner, blandas emellanåt ekonomisk livslängd ihop med teknisk livslängd. Det är dock två helt skilda begrepp. Teknisk livslängd är den tid en maskin eller annan tillgång är funktionsduglig.
Den ekonomiska livslängden är maximalt lika lång som den tekniska, eftersom en ej funktionsduglig maskin omöjligen kan vara ekonomiskt lönsam, men begränsas ofta av andra faktorer. Teknologi kan bli föråldrad utan att sluta fungera, vilket ofta gäller datorer. Dessutom kan tillgångens funktion begränsas av en produkts livscykel, vikande försäljningssiffror, stegrande reparationskostnader, eller andra ekonomiska faktorer.

#### Exempel
En glassproducent kanske vill sälja glassar som ser ut som fotbollar under fotbolls-EM. Formarna till dessa glassar håller kanske i många år, men produktionen och försäljningen är ändå begränsad till några få månader. Den ekonomiska livslängden är därför bara några månader.

### Immateriella tillgångar
Denna grupp kan behandla så många olika typer av tillgångar, men exempelvis patent och upphovsrätter har normalt en ekonomisk livslängd som motsvarar rättighetens lagstadgade period. FoU (Forskning och utveckling) är svårare att bedöma, men dess ekonomiska livslängd är som regel kopplade till produktens livscykel.

### Finansiella tillgångar
Normalt har värdepapper en ekonomisk livslängd som motsvarar deras löptid. Givetvis kan investeringen ha gjorts med kortare perspektiv än så, och den ekonomiska livslängden kan då sättas med hänsyn till placeringshorisonten.